# Chester Cone
Der Chester Cone ist ein 188 m hoher und kegelförmiger Hügel im Westen der Livingston-Insel im Archipel der Südlichen Shetlandinseln. Er ragt im Zentrum der Byers-Halbinsel auf.
Das UK Antarctic Place-Names Committee benannte ihn am 7. Juli 1959 nach Kapitän Chester vom Robbenfänger Essex, der zur Flotte aus Stonington in Connecticut gehörte, die von 1821 bis 1822 in den Gewässern um die Südlichen Shetlandinseln operierte.